# Miralles (Sant Pau de Segúries)
El Miralles és una muntanya de 1.228 metres que es troba al municipi de Sant Pau de Segúries, a la comarca catalana del Ripollès.